# Lazaretto
Lazaretto é o segundo álbum de estúdio do músico Jack White, que foi lançado em 10 de junho de 2014 através da Third Man Records em associação com os selos XL e Columbia Records.
Lazaretto também foi muito bem nas vendas, estreando em primeiro na lista Billboard 200, ao vender 138 000 cópias em sua primeira semana de vendas nos Estados Unidos. O disco ainda foi lançado em formato de vinil e vendeu 40.000 unidades na sua estreia. Esta foi a maior marca de vendas deste formato de mídia desde 1991. O álbum também foi um sucesso de vendas e crítica pelo mundo.

## Faixas
Todas as faixas escritas e compostas por Jack White. 
| N.º            | Título                         | Duração |  |
| 1.             | "Three Women"                  | 3:57    |  |
| 2.             | "Lazaretto"                    | 3:39    |  |
| 3.             | "Temporary Ground"             | 3:13    |  |
| 4.             | "Would You Fight for My Love?" | 4:09    |  |
| 5.             | "High Ball Stepper"            | 3:52    |  |
| 6.             | "Just One Drink"               | 2:37    |  |
| 7.             | "Alone in My Home"             | 3:27    |  |
| 8.             | "Entitlement"                  | 4:06    |  |
| 9.             | "That Black Bat Licorice"      | 3:50    |  |
| 10.            | "I Think I Found the Culprit"  | 3:49    |  |
| 11.            | "Want and Able"                | 2:34    |  |
| Duração total: | Duração total:                 | 39:13   |  |

## Gravações
Sessões para o álbum começaram em 2012 durante as pausas da turnê do álbum Blunderbuss. White disse em uma entrevista ao Rolling Stone em Fevereiro 2013que ele estava trabalhando em umas "20 a 25 faixas." Ele explicou do novo material, "definitivamente não é um som. É definitivamente severo. Como o que você escuta em Blunderbuss, temos vários estilos ali.Eu não escolho um estilo e escrevo uma canção. Eu escrevo o que sair de mim, e qualquer estilo que seja o que é, mais tarde, isso se torna algo." Ele falou durante uma conversa com os fãs em Janeiro de 2014 na área de chat da Third Man Records que ele estava quase terminando o álbum. "Eu estou produzindo dois álbuns esse mês, e os estou terminando," White escreveu. "Um deles é o meu." The Vault, fã-clube exclusivo da Third Man via inscrição, lançou uma edição limitada do disco, com um vinil azul e branco. Seu encarte contém um livro em capa dura com 40 páginas, um poster, uma foto de Arquivo Nacional que aparece na arte do álbum, e um vinil de 7" contendo versões em demo de duas canções gravadas no México, "Alone in My Home" e "Entitlement", a versão final aparece no álbum. A versão "Ultra LP" contém faixas escondidas que foram prensadas por baixo do selo do disco em cada lado do vinil. A canção "Just One Drink" contém três versões diferentes, dependendo de aonde a agulha cai. Também temos hologramas de anjos que aparecem entre o selo do disco e as faixas, na parte vazia, eles só aparecem quando o disco está sendo tocado.

## Canções
As canções do álbum foram inspiradas, em parte, por histórias curtas e peças escritas por White quando ele tinha 19 anos. Ele encontrou suas escrituras em seu sótão e as retrabalhou em formato de letras de canções. "Algumas são um lixo, e eu meio que ri enquanto eu as lia," ele explicou ao Rolling Stone. "eu ia jogar fora várias delas, mas eu estava experimentando novos estilos de composições para o álbum." Em Abril, um video de uma canção instrumental "High Ball Stepper" foi lançado como um teaser para o álbum. "Lazaretto", a faixa título, foi confirmada como o primeiro single do álbum. White explicou o significado da canção para o NPR: "Isso era uma rima sobre braggadocio de algumas letras de hip-hop. [...] O personagem que está cantando está gabando de si mesmo, mas na verda está gabando sobre coisas reais que ele realmente fez, não coisas imaginárias ou coisas que ele gostaria de fazer." A canção "Just One Drink" estreou em Maio.

## Recepção crítica
| Críticas profissionais | Críticas profissionais |
| Pontuações agregadas   | Pontuações agregadas   |
| Fonte                  | Avaliação              |
| ---------------------- | ---------------------- |
| Metacritic             | 80/100                 |
| Avaliações da crítica  |                        |
| Fonte                  | Avaliação              |
| AllMusic               | [ 18 ]                 |
| Alternative Press      | [ 19 ]                 |
| Exclaim!               | 7/10                   |
| The Guardian           | [ 21 ]                 |
| NME                    | 7/10                   |
| The Oakland Press      | [ 23 ]                 |
| Pitchfork              | 7.1/10                 |
| Rolling Stone          | [ 25 ]                 |
| USA Today              | [ 26 ]                 |
| The Daily Telegraph    | [ 27 ]                 |

Lazaretto foi amplamente aclamado pelos críticos. No Metacritic, o álbum recebeu 80 de um total de 100, baseado em 46 críticas, cujo indica "críticas geralmente favoráveis". Stephen M. Deusner do Pitchfork Media remarcou: "Lazaretto faz todos os seus outros trabalhos soarem meio magricelas quando comparados. É o trabalho mais denso, completo, louco e indulgente de White". Phil Hebblethwaite do NME o descreveu como "um álbum variado que não tem tantos riffs monstruosos como os que ele contumava fazer no The White Stripes, mas inclui bastante intriga, originalidade e uma esquisitice planejada e deleitável, que ás vezes é assusta." Alexis Petridis do The Guardian escreveu: "Na superfície, Lazaretto parece ser o trabalho de alguém que está irritado e extremamente furioso com as coisas de "crianças de hoje em dia" [...] , mas isso é por que possui tanto um "senso de humor" e um "senso de perspectiva", que faz o álbum "um negócio um pouco mais complicado do que aparenta."

## Premiações
No 57º Grammy Awards, o álbum foi nomeado como o Melhor Álbum de Música Alternativa. A faixa "Lazaretto" foi nomeada Melhor Canção de Rock e ganhou Melhor Performance de Rock.

## Tabelas musicais
| Paradas (2014)                           | Melhor posição |
| ---------------------------------------- | -------------- |
| Alemanha (Offizielle Deutsche Charts)    | 5              |
| Austrália (ARIA)                         | 3              |
| Bélgica (Ultratop Flandres)              | 3              |
| Bélgica (Ultratop Valônia)               | 17             |
| Canadá (Billboard Canadian Albums Chart) | 2              |
| Escócia (Official Scottish Albums)       | 7              |
| Espanha (PROMUSICAE)                     | 19             |
| Finlândia (Suomen virallinen lista)      | 13             |
| Itália (FIMI)                            | 28             |
| Nova Zelândia (RMNZ)                     | 2              |
| Países Baixos (Dutch Charts)             | 5              |
| Portugal (AFP)                           | 5              |
| Suécia (Sverigetopplistan)               | 21             |
| Suíça (Schweizer Hitparade)              | 2              |
| Reino Unido (UK Albums Chart)            | 4              |
| Estados Unidos (Billboard 200)           | 1              |